# Университет Тэйлорс
Университет Тэйлорс (англ. Taylor's University) - частный университет Малайзии, расположенный в городе Субанг Джая, штат Селангор. Был основан в 1969 году под названием Колледж Тэйлорс, в 2006 получил статус университетского колледжа, а в 2010 г. получил статус университета. Тэйлорс предлагает подготовительные курсы, бакалавриат, магистратуру и профессорские программы.

## История
В первом кампусе, который находился в небольшом здании в Куала-Лумпуре училось всего 345 студентов. В 1985 году открылся второй кампус, а через 4 года Тэйлорс переехал в новый кампус в Субанг Джая.
В 1990 году колледж включал в себя программы по переводу в Америку (англ. American Degree Program), Канаду (англ. Canadian pre-University), Австралию (англ. South Australian Matriculation), факультеты Архитектуры, геодезии и строительства; Бухгалтерского учета, маркетинга и финансов; гостиничного бизнеса, туризма и кулинарного искусства; инженерного дела; компьютерных наук; информационных технологий; и школа бизнеса.
В 2001 году, после открытия кампуса для Школы Бизнеса и кампуса для Гостиничного дела и туризма, Университет насчитывал 5 кампусов. А в 2004 году открылся 6 кампус, в котором расположился факультет Американской программы степени бакалавра.
В 2007 году началось строительство нового кампуса, который объединил все школы и факультеты Университета. Стоимость этого проекта составила 450 миллионов ринггит ($150 млн)

## Кампус
В 2010 году открыт новый кампус (англ. Lake side campus), который объединил в себя все факультеты и школы. Стоимость кампуса около $150 миллионов. На территории кампуса расположены здания администрации, учебные корпусы, библиотека, общежитие на 1000 человек, а также магазины и кафетерии. На территории кампуса открылась знаменитая кофейня Starbucks, магазин по продаже техники Apple, кафе быстрого питания Макдональдс и др..

## Факультеты

### Американская программа обмена
- Бизнес
- Компьютерные науки
- Инженерное дело
- Искусство
- Актуарная наука
- Прикладные науки
- Массовые коммуникации

### Факультет Архитектуры и строительства
- основы природы и строительной среды
- Архитектура и строительство
- Геодезия [2]

### Бионаука[3]
- основы био науки
- биотехнологии
- наука еды и питания

### Бизнес[4]
- основы бизнеса
- Бизнес администрирование
- Управление человеческими ресурсами
- Международный бизнес
- Международный маркетинг
- Менеджмент
- Бухгалтерский учёт
- Прикладные финансы

### Компьютерные и информационные технологии[5]
- Основы программирования
- Информационные технологии
- Компьютерные науки

### Дизайн[6]
- Дизайн интерьера
- Мультимедиа
- Графический дизайн

### Инженерный факультет[7]
- Инженерия в химии
- Механика
- Электроника и электричество

### Гостиничное дело и туризм[9]
- Кулинарное искусство
- Международный гостиничный менеджмент
- Управление персоналом
- Туристический менеджмент
- Отдых и путешествия

### Медицинский факультет[10]
- стоматология
- хирургия
- фармацевтика

Университет также включает в себя языковые курсы, Колледж, детский сад, международную Австралийскую среднюю школу и международную школу Nexus.

## Международное сотрудничество
- Australian National University
- Deakin University
- Университет Монаша
- Queensland University of Technology
- Университет Нового Южного Уэльса
- Университет Мельбурна
- Университет Квинсленда
- Университет Западной Австралии
- Университет Аделаиды
- Университет Тасмании
- Бирмингемский университет
- Лондонский Университет
- Манчестерский университет
- Оклендский университет технологий
- Университет штата Айова

## Образовательная группа Тэйлорс
Образовательная группа Тэйлорс - крупная частная организация в Малайзии, в которую входит Университет, колледж, средние школы и детские сады, основанные на Британской системе.
Школы:
- Австралийская международная школы в Малайзии (550 студентов из 30 стран)[12]
- Международная школа Nexus, Сингапур[13]
- Международная школа Ntxus, Путраджая[14]
- Средняя школа Тэйлорс

Детские сады:
- Международный детский сад Куала-Лумпура[15]
- Детский сад Куантан
- Детский сад Деса-Сри Хартамас
- Детский сад Букит-Киара